# Post-dukes
Post-dukes — удмуртская музыкальная группа, основанная художником и музыкантом Евгением Бикузиным. Также в составе группы поют Тихонова Татьяна и Лилия Леонтьева. Создана в 2017 в Ижевске.
Дебютный альбом вышел в 2020 году под названием «Удмурт рейв». В него вошли семь композиций, вдохновленных удмуртскими народными песнями, с использованием электронного саунда и редкого смычкового инструмента кубыз. Кубыз - струнный удмуртский музыкальный инструмент, внешне похожий на скрипку, почти забытый большинством удмуртов вплоть до 80-х годов прошлого века. Прежде на этом инструменте играли на всех территориях проживания удмуртов, сейчас он сохранился лишь у периферийных групп, проживающих в соседних с Удмуртией регионах. Общий жанр музыки можно охарактеризовать фолктроникой, хотя с 2022 года группа выпускает и аутентичную фолк музыку на удмуртском языке.
Название группы состоит из 2-х слов: «после» (англ. post) и ещё зашифрована отсылка к старинной одежде удмуртов дукес. Дукес — это кафтан из шерстяного домашнего или фабричного сукна южных удмуртов. Таким образом приставка «пост» как бы спрашивает: а что же после традиционности?

## Дискография

### Студийные альбомы
- Удмурт рейв (2020)
- Южные удмурты (2024)

### EP
- Апай (2021)

### Синглы
- Котырес (2022)
- Уӵыед чирдоз (2023)

### Клипы
- Ныл келян гур (2021)
- Куно пумитан (2022)
- Уӵыед чирдоз (2023)

### Винил
- Удмурт рейв, 12" vinyl LP (2023, Kota Tones, Портленд, США)